# Amt Jarmen-Tutow
Amt Jarmen-Tutow er et amt i den vestlige del af Landkreis Vorpommern-Greifswald i den tyske delstat Mecklenburg-Vorpommern. Administrationen ligger i byen Jarmen .
Amteet blev oprettet 1. januar 2004 ved en sammenlægning af den tidliger amtsfrie by Jarmen og det tidligere Amt Tutow. Det nye Amt Jarmen-Tutow havde fra starten ni kommuner. 13. juni 2004 blev de tidligere selvstændige kommuner lagt sammen, Schmarsow med Kruckow, og Plötz med Jarmen .

## Kommuner og tilhørendebydele og landsbyer
- Alt Tellin med Buchholz, Broock, Hohenbüssow og Siedenbüssow
- Bentzin med Alt Plestlin, Leussin, Neu Plestlin, Zarrenthin und Zemmin
- Daberkow med Hedwigshof og Wietzow
- Byen Jarmen med Groß Toitin, Klein Toitin, Kronsberg, Müssentin, Plötz, Neu Plötz og Wilhelminenthal
- Kruckow med Borgwall, Heydenhof, Kartlow, Marienfelde, Schmarsow, Tutow-Dorf og Unnode
- Tutow
- Völschow med Jagetzow og Kadow